# Kirkenær station
Kirkenær Station (Kirkenær stasjon) er en tidligere jernbanestation på Solørbanen, der ligger i byområdet Kirkenær i Grue kommune i Norge.
Stationen åbnede 3. november 1893, da banen mellem Kongsvinger og Flisa blev taget i brug. Persontrafikken på banen blev indstillet 29. august 1994, men der kører stadig godstog, og Kirkenær har stadig status som station. Den er udstyret med læssespor med rampe.
Stationen er udstyret med en stationsbygning, et das og et laftet ilgodshus, der alle opført efter tegninger af Paul Due med hovedbygningen og dasset i schweizerstil. Ventesalen benyttes i dag af buspassagerer.